# 石榑利光
石槫 利光（いしぐれ としみつ）は、日本の外交官。岐阜市出身。

## 略歴
- 1969年（昭和4４年）　青山学院大学経済学部在学中に外務省の採用試験に合格[2]。
- 1970年（昭和4５年）　外務省入省[2]。
- 1971年（昭和4６年）　青山学院大学経済学部卒業[2]。
その後、国際連合開発計画東京事務所長、外務省経済協力局国際緊急援助室長、外務省欧州国際機関室長（EU/NATO/OSCE）、外務省大臣官房福利厚生室長、アジア大洋州局南西アジア課調整官などを務める[2]。
- 2006年（平成18年）　サウジアラビアのジッダ総領事[2]。
- 2011年（平成23年）　在スロベニア日本国大使館特命全権大使[2]。
- 2013年（平成25年）　スロベニア大使退任。
退任後、日墺協会理事[3]、日スロヴェニアビジネス協会名誉理事。
- 2023年（令和5年）　瑞宝中綬章受章[4][5]

## 同期入省
- 西田恒夫（10年国連大使・07年駐カナダ大使・05年外務審議官（政務担当））
- 安藤裕康（11年国際交流基金理事長・08年駐伊大使）
- 原聰（08年関西担当大使・05年駐ポルトガル大使・01年駐ブルネイ大使）
- 上野景文（杏林大学客員教授・06年駐バチカン大使・01年駐グアテマラ大使）
- 大木正充（07年駐アゼルバイジャン兼グルジア大使・04年駐クウェート大使・駐イエメン大使）
- 小溝泰義（13年広島平和文化センター理事長・10年駐クウェート大使）
- 夏井重雄（08年駐カザフスタン大使）
- 河東哲夫（02年駐ウズベキスタン大使）
- 駒野欽一（10年駐イラン大使・06年駐エチオピア兼ジブチ大使・02年駐アフガニスタン大使）
- 城守茂美（13年駐スロベニア大使）
- 柴崎二郎（10年駐ニカラグア大使）